# Bataille de Durango
Pour les articles homonymes, voir Pancorbo (homonymie) et Durango.
Guerre d'indépendance espagnole
Batailles
- Durango (10-1808)
- Balmaseda (11-1808)
- Burgos (11-1808)
- Roses (11-1808)
- Espinosa (11-1808)
- Tudela (11-1808)
- Bubierca (11-1808)
- Somosierra (11-1808)
- Cardedeu (12-1808)
- Saragosse (12-1808)
- 1re Molins de Rei (12-1808)
- Sahagún (12-1808)
- Benavente (12-1808)
- Mansilla (12-1808)
- Castelló d'Empúries (01-1809)
- Cacabelos (01-1809)
- Lugo (01-1809)
- Zamora (01-1809)
- Astorga (01-1809)
- La Corogne (01-1809)

La bataille de Durango, aussi connue sous le nom de bataille de Pancorbo, se déroule le 31 octobre 1808 à Durango, en Espagne, dans le cadre de la guerre d'indépendance espagnole. C'est l'un des premiers engagements de l'invasion de l'Espagne par Napoléon Ier. L'affrontement se solde par une victoire française.

## Contexte

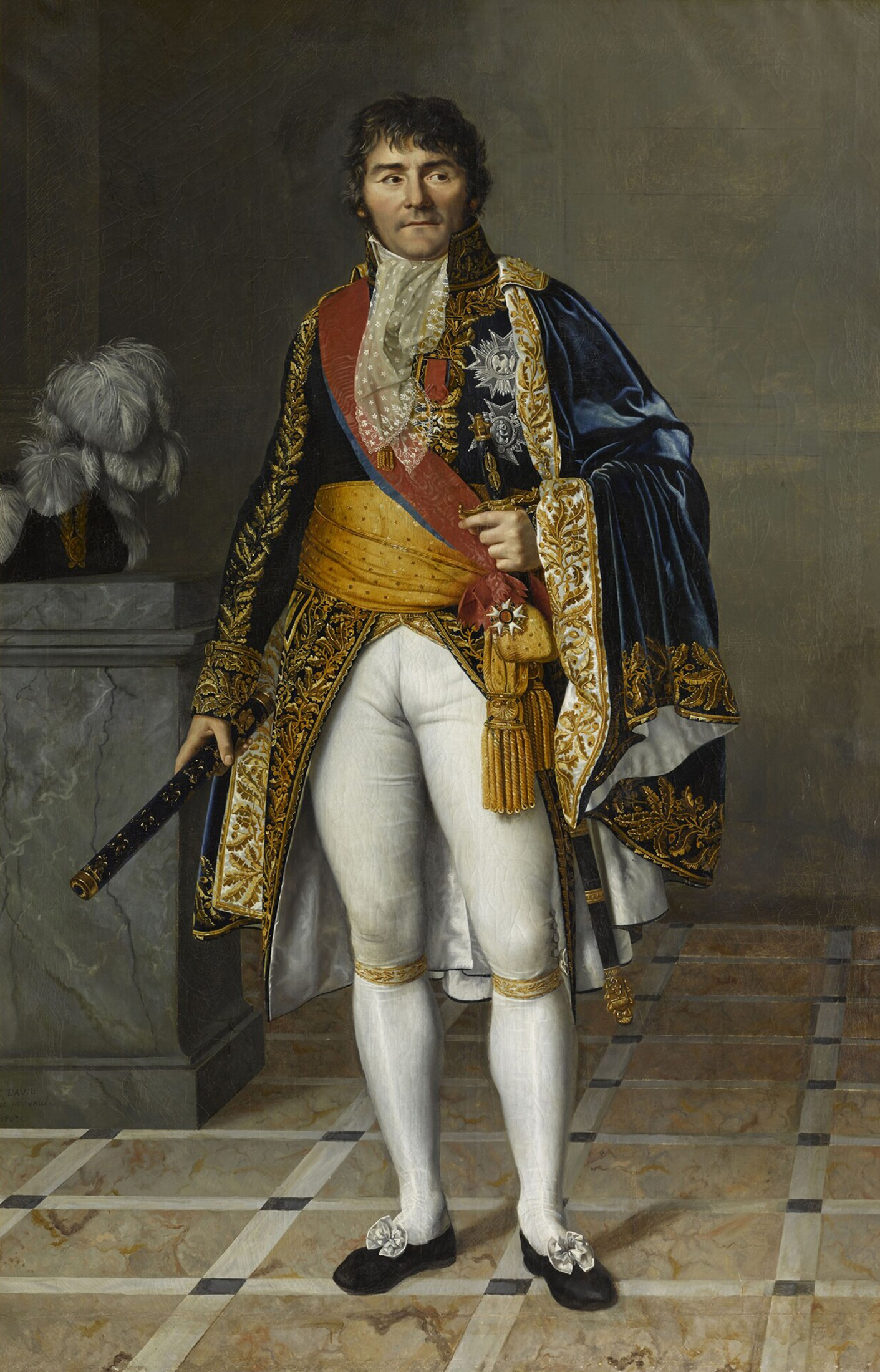
Le maréchal François Joseph Lefebvre, commandant le IVe corps français.

Conduits par Napoléon, les Français préparent méticuleusement la destruction des positions du général Joaquín Blake y Joyes, pour ensuite écraser l'aile gauche du front espagnol, qui s'étend depuis la Cantabrie jusqu'à la Méditerranée.
À la suite de frictions avec les autorités espagnoles et d'un manque de coordination de la part de la junte centrale, Blake, pour sa part, n'a aucune confiance dans le déploiement des troupes espagnoles et ne peut faire mieux que de conduire une prudente avance en direction de Bilbao.

## Déroulement de la bataille
Le 31 octobre 1808, le maréchal François Joseph Lefebvre, désobéissant aux ordres de Napoléon, lance son IVe corps dans une attaque prématurée à Durango, où il bouscule l'armée de Galice sous le commandement de Blake.
Ce dernier, profondément troublé par l'apparition des forces françaises, prend immédiatement des mesures en vue de retirer ses troupes et ses canons. L'infanterie espagnole, privée du soutien de son artillerie, est rapidement repoussée mais se retire en bon ordre.

## Conséquences
Lefebvre perd 200 hommes et Blake 600. Bien qu'ayant obtenu une victoire tactique, Lefebvre a commis une erreur qui permet à son adversaire d'échapper au piège français grâce à une astucieuse retraite, remettant ainsi en cause la stratégie de l'Empereur. L'armée de Galice n'est rattrapée que le 10 novembre à la bataille d'Espinosa.
L'écrasante supériorité de la Grande Armée de Napoléon permet cependant aux Français de balayer les chancelantes défenses espagnoles et de prendre Madrid en fin d'année.